# Paracladycnis
Paracladycnis là một chi nhện trong họ Pisauridae.